# Drogó de Sebourg
Drogó de Sebourg (Epinoy en Artois (França), 1118 – Sebourg, 1186), en francès Dreux, Drugo o Druon, fou un eremita que visqué reclòs en una cel·la. És venerat com a sant per diverses confessions cristianes.

## Biografia
Drogó va néixer en una família de la noblesa flamenca, en un poble de l'Artois avui pertanyent a França. La seva mare morí en el part i perdé el seu pare quan era adolescent. Drogó se sentí culpable de la mort de la seva mare tota la seva vida, raó per la qual es mortificà i fer penitències. Als divuit anys va desfer-se dels seus béns i fuig, fent-se pastor i començant a fer pelegrinatges, arribant a anar a Roma nou o deu cops, per tal que el mateix Papa el deslliurés de la seva suposada culpa; no obstant això, mai no va arribar a veure'l.
Durant sis anys treballà com a pastor a Sebourg, prop de Valenciennes, a l'actual frontera amb Bèlgica, pasturant els ramats de la dama Elisabeth La Haire. La seva habilitat com a pastor, per guarir malalties del bestiar i per evitar que fos atacat per insectes que els provocaven malalties, va fer que se'l cridés per ensenyar d'altres a terres de Flandes i la Xampanya, on n'hi havia molts.
La tradició diu que tenia el do de la bilocació, i nombrosos testimonis deien que se'l podia trobar alhora treballant al camp i assistint als oficis litúrgics del diumenge.
Durant un pelegrinatge, fou atacat per una malaltia que li provocà una hèrnia que el deixà gairebé immobilitzat de per vida, i el deformà tant que temia que el veiés la resta de gent. Així, als vint-i-tants anys, es tancà en una cel·la que va construir per evitar que el veiessin els habitants de Sebourg, vora l'església. Hi visqué la resta de la seva vida, gairebé cinquanta anys, evitant el contacte amb les persones, llevat del que podia haver-hi a través d'una obertura per la que rebia l'Eucaristia i el menjar (només cereals i aigua) que li portaven. Escapà miraculosament d'un incendi que cremà tota l'església, de fusta, però no la cel·la annexa. Hi morí el dia de Pasqua de 1186, 16 d'abril, en llaor de santedat.

## Veneració
La seva família reclamà el seu cos, que els habitants de Sebourg volien conservar com a sant. La despulla fou col·locada en un carro per portar-la a Epinoy, però a mesura que el carro avançava, s'anava fent més feixuc, fins a arribar a no deixar-lo anar més en arribar a un turó proper, al límit del poble. S'interpretà com un senyal que el cos no havia de deixar la ciutat i fou sebollit a l'església de Sebourg, que esdevingué lloc de pelegrinatge de la regió. Una creu recorda el lloc on el carro s'aturà, al lloc anomenat Le Taillendier o Mont-Joie.
El seu culte s'estengué sobretot al nord de França (Hainaut, Artois, Picardia i Cambrésis) i Flandes, i se'n conserven vides del sant medievals en aquestes zones, com la de Jacques de Guyse. La importància de la ramaderia en aquestes regions n'explica la popularitat. A Sebourg es fa una processó amb l'estendard i el reliquiari del sant portats per confraries de Carvin i Sebourg, on els pastors tenen un paper rellevant.
Claude Louis-Combet (1932-) escrigué una novel·la, Les érrances Druon (Corti, 2005), on el sant apareix com un místic perseguit pel sentiment de culpabilitat per la mort de la seva mare.